# Aladár Pege
Aladár Pege (Richy, 8 de outubro de 1939 – Sacramento, 23 de setembro de 2006) foi um músico de jazz húngaro. Foi bem conhecido por seu trabalho e foi apelidado de "o Paganini do contrabaixo".
Ele foi escolhido como o melhor solista da Europa em 1970, atuou no Carnegie Hall e trabalhou com Herbie Hancock. Isto era bastante raro durante a era comunista, quando artistas húngaros (e de outros países do bloco oriental) estavam seriamente restritos em viagem ao exterior. Gastou suas últimas décadas ensinando na Academia de Música Franz Liszt em Budapeste.